# Kingdom Come (komiks)
Kingdom Come - Przyjdź Królestwo – czteroczęściowy, należący do serii Elseworlds, komiks autorstwa Aleksa Rossa (scenariusz, grafika) i Marka Waida (scenariusz), wydany w 1996 roku przez DC Comics. Opowiada on o narastającym konflikcie między "starymi" superbohaterami (przede wszystkim członkami Ligi Sprawiedliwych) a młodym pokoleniem, lekceważącym odpowiedzialność, jaka spoczywa na nich z racji posiadania nadzwyczajnych umiejętności.
Komiks ukazał się po polsku w wydaniu zbiorczym w 2005 roku nakładem wydawnictwa Egmont Polska. 

## Bohaterowie

### Członkowie Ligi Sprawiedliwych Supermana
- Superman
- Wonder Woman
- Wally West (Kid Flash)
- Alan Scott (Zielona Latarnia)

### Członkowie Outsiderów Batmana
- Batman
- Ted Kord (Blue Beetle)
- Oliver Queen (Green Arrow)
- Dinah Queen (Black Canary)

### Członkowie Frontu Wyzwolenia Ludzkości Luthora
- Lex Luthor
- Vandal Savage
- Edward Nygma (Riddler)
- Selina Kyle (Cat-Woman)